# Wahlkreis Main-Taunus I

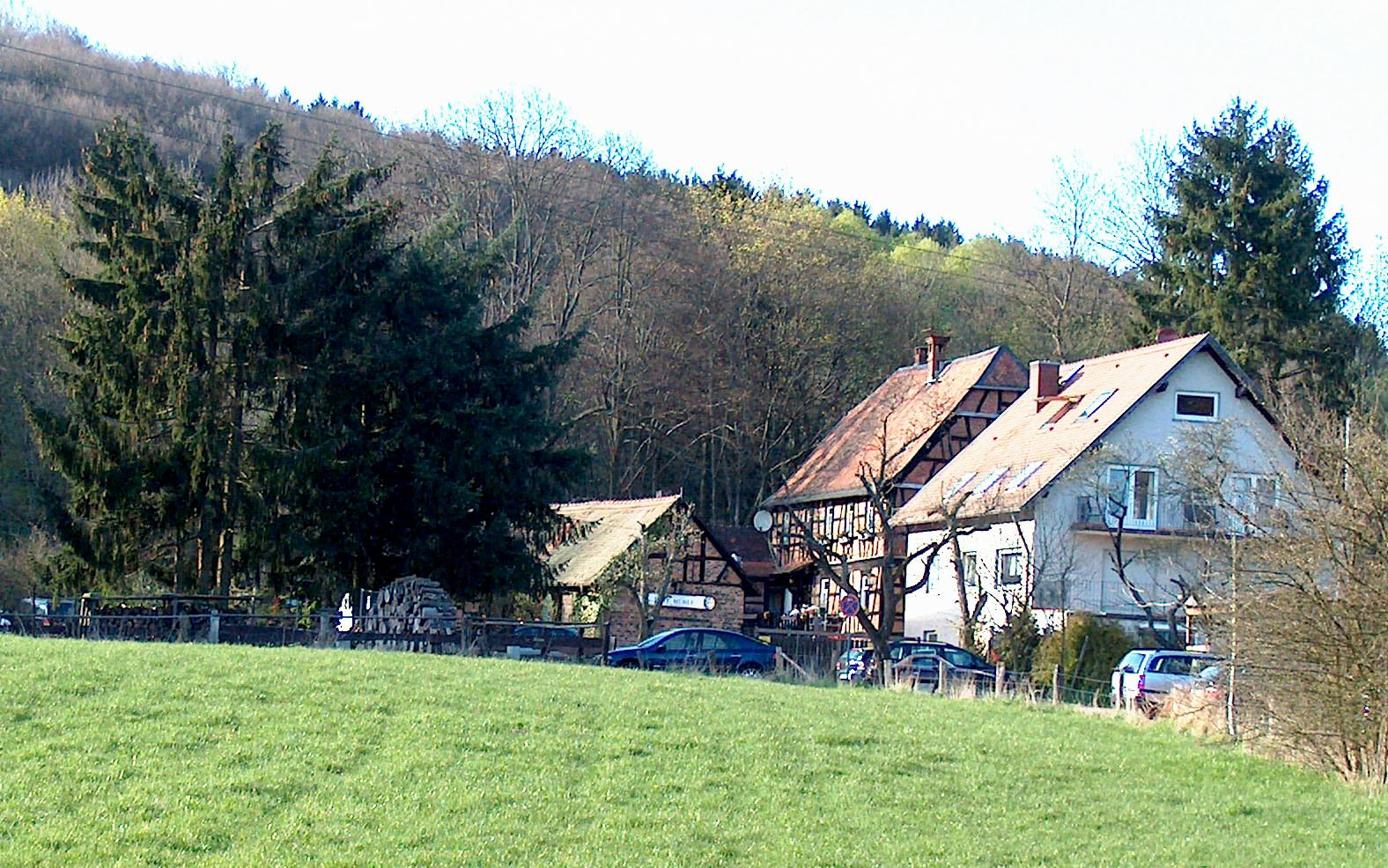
Breidenauer Mühle in Bad Soden

Der Wahlkreis Main-Taunus I (Wahlkreis 32) ist ein Landtagswahlkreis in Hessen. Der Wahlkreis umfasst den nördlichen Teil des Main-Taunus-Kreises mit den Städten und Gemeinden Bad Soden am Taunus, Eppstein, Eschborn, Kelkheim, Liederbach am Taunus, Schwalbach am Taunus und Sulzbach.
Von den rund 114.000 Einwohnern des Wahlkreises waren 81.914 Bürger bei der letzten Landtagswahl wahlberechtigt. Der Wahlkreis im „Speckgürtel“ von Frankfurt weist eine deutlich höhere Wirtschaftskraft auf als der Durchschnitt des Landes. Im Main-Taunus-Kreis wurde eine Arbeitslosenquote von 4,4 Prozent im November 2007, in Hessen 6,8 Prozent, und ein verfügbares Einkommen pro Person von 22.155 Euro 2005, in Hessen 18.775 Euro, gemessen. Der Wahlkreis gilt als CDU-Hochburg. Er wird seit seiner Bildung 1970 von der CDU gehalten. Der Wahlkreis ist die Heimat des von 1999 bis 2010 amtierenden hessischen Ministerpräsidenten Roland Koch.

## Wahl 2023
| Landtagswahl in Hessen 2023 – WK Main-Taunus IZweitstimmen %50403020100 41,0 %17,2 %13,1 %12,3 %7,3 %2,7 %1,8 %1,2 %3,5 % CDUGrüneAfDSPDFDPFWLinkeTierschutzSonst.Gewinne und Verlusteim Vergleich zu 2018 %p 10 8 6 4 2 0 −2 −4 −6+9,3 %p−5,5 %p+1,8 %p−2,2 %p−2,8 %p+0,1 %p−2,6 %p+0,4 %p+1,6 %pCDUGrüneAfDSPDFDPFWLinkeTierschutzSonst. |

| Gegenstand der Nachweisung | Gegenstand der Nachweisung | Erst- stimmen | Erst- stimmen | Zweit- stimmen | Zweit- stimmen |
| Bewerber                   | Partei                     | Anzahl        | %             | Anzahl         | %              |
| -------------------------- | -------------------------- | ------------- | ------------- | -------------- | -------------- |
| Wahlberechtigte            | Wahlberechtigte            | 79.791        | 79.791        | 79.791         | 79.791         |
| Wähler                     | Wähler                     | 55.789        | 55.789        | 55.789         | 69,9           |
| Ungültige Stimmen          | Ungültige Stimmen          | 645           | 1,2           | 549            | 1,0            |
| Gültige Stimmen            | Gültige Stimmen            | 55.144        | 98,8          | 55.240         | 99,0           |
| davon                      |                            |               |               |                |                |
| Christian Heinz            | CDU                        | 24.224        | 43,9          | 22.641         | 41,0           |
| Gianina Zimmermann         | GRÜNE                      | 8.890         | 16,1          | 9.514          | 17,2           |
| Nancy Faeser               | SPD                        | 8.139         | 14,8          | 6.767          | 12,3           |
| Heiko Scholz               | AfD                        | 6.766         | 12,3          | 7.225          | 13,1           |
| Elias Shieh                | FDP                        | 3.447         | 6,3           | 4.018          | 7,3            |
| Konstantin Lotz            | Die Linke                  | 1.154         | 2,1           | 1.008          | 1,8            |
| Marcel Geis                | Freie Wähler               | 2.134         | 3,9           | 1.485          | 2,7            |
|                            | Tierschutzpartei           |               |               | 674            | 1,2            |
|                            | Die PARTEI                 | 317           | 0,6           |                |                |
|                            | Piraten                    | 143           | 0,3           |                |                |
|                            | ÖDP                        | 105           | 0,2           |                |                |
|                            | P. f. schulm. Verjf.       | 31            | 0,1           |                |                |
|                            | V-Partei³                  | 175           | 0,3           |                |                |
|                            | PdH                        | 74            | 0,1           |                |                |
|                            | ABG                        | 39            | 0,1           |                |                |
|                            | APPD                       | 16            | 0,0           |                |                |
| Manfred Berner             | Basis                      | 390           | 0,7           | 375            | 0,7            |
|                            | DKP                        |               |               | 19             | 0,0            |
|                            | DIE NEUE MITTE             | 27            | 0,0           |                |                |
|                            | Volt                       | 487           | 0,9           |                |                |
|                            | Klimaliste                 | 100           | 0,2           |                |                |

## Wahl 2018
| Gegenstand der Nachweisung | Gegenstand der Nachweisung | Wahlkreis- stimmen | Wahlkreis- stimmen | Landes- stimmen | Landes- stimmen |
| Kreiswahlbewerber          | Partei                     | Anzahl             | %                  | Anzahl          | %               |
| -------------------------- | -------------------------- | ------------------ | ------------------ | --------------- | --------------- |
| Wahlberechtigte            | Wahlberechtigte            | 81.290             | 100,0              | 81.290          | 100,0           |
| Wähler                     | Wähler                     | 59.790             | 66,0               | 59.790          | 66.0            |
| Ungültige Stimmen          | Ungültige Stimmen          | 1.095              | 1,8                | 936             | 1,6             |
| Gültige Stimmen            | Gültige Stimmen            | 58.695             | 100,0              | 58.857          | 100,0           |
| davon                      |                            |                    |                    |                 |                 |
| Christian Heinz            | CDU                        | 20.815             | 35,4               | 18.678          | 31,7            |
| Nancy Faeser               | SPD                        | 10.944             | 18,6               | 8.530           | 14,5            |
| Lukas Schauder             | GRÜNE                      | 11.467             | 19,5               | 13.352          | 22,7            |
| Michael Müller             | LINKE                      | 2.271              | 3,9                | 2.574           | 4,4             |
| Stephanie Müller           | FDP                        | 5.042              | 8,6                | 5.966           | 10,1            |
| Jonas Pradt                | AfD                        | 6.144              | 10,4               | 6.631           | 11,3            |
| –                          | PIRATEN                    | –                  | –                  | 194             | 0,3             |
| Thomas Kandziorowsky       | FREIE WÄHLER               | 2.128              | 3,6                | 1.558           | 2,6             |
| –                          | NPD                        | –                  | –                  | 53              | 0,1             |
| –                          | Die Partei                 | –                  | –                  | 262             | 0,4             |
| –                          | ÖDP                        | –                  | –                  | 102             | 0,2             |
| –                          | Die Grauen                 | –                  | –                  | 99              | 0,2             |
| –                          | BüSo                       | –                  | –                  | 3               | 0,0             |
| –                          | AD-Demokraten              | –                  | –                  | 24              | 0,1             |
| –                          | Bündnis C                  | –                  | –                  | 36              | 0,1             |
| –                          | BGE                        | –                  | –                  | 39              | 0,1             |
| –                          | Die Violetten              | –                  | –                  | 67              | 0,1             |
| –                          | LKR                        | –                  | –                  | 32              | 0,1             |
| –                          | Menschliche Welt           | –                  | –                  | 29              | 0,0             |
| –                          | Die Humanisten             | –                  | –                  | 42              | 0,1             |
| –                          | Gesundheitsforschung       | –                  | –                  | 46              | 0,1             |
| –                          | Tierschutzpartei           | –                  | –                  | 474             | 0,8             |
| –                          | V-Partei³                  | –                  | –                  | 66              | 0,1             |

Neben dem direkt gewählten Wahlkreisabgeordneten Christian Heinz (CDU) wurden die SPD-Kandidatin Nancy Faeser und der Grünen-Kandidat Lukas Schauder über die jeweiligen Landeslisten ihrer Parteien gewählt.

## Wahl 2013
| Gegenstand der Nachweisung | Gegenstand der Nachweisung | Wahlkreis- stimmen | Wahlkreis- stimmen | Landes- stimmen | Landes- stimmen |
| Kreiswahlbewerber          | Partei                     | Anzahl             | %                  | Anzahl          | %               |
| -------------------------- | -------------------------- | ------------------ | ------------------ | --------------- | --------------- |
| Wahlberechtigte            | Wahlberechtigte            | 82.248             | 100,0              | 82.248          | 100,0           |
| Wähler                     | Wähler                     | 65.664             | 79,8               | 65.664          | 79,8            |
| Ungültige Stimmen          | Ungültige Stimmen          | 1.645              | 2,5                | 1.275           | 1,9             |
| Gültige Stimmen            | Gültige Stimmen            | 64.019             | 97,5               | 64.389          | 98,1            |
| davon                      |                            |                    |                    |                 |                 |
| Christian Heinz            | CDU                        | 32.092             | 50,1               | 28.078          | 43,6            |
| Nancy Faeser               | SPD                        | 18.675             | 29,2               | 15.169          | 23,6            |
| Patrick Falk               | FDP                        | 2.725              | 4,3                | 5.550           | 8,6             |
| Olaf Jahnke                | GRÜNE                      | 5.230              | 8,2                | 7.198           | 11,2            |
| Willi van Ooyen            | LINKE                      | 2.135              | 3,3                | 2.143           | 3,3             |
| Bernd Fuchs                | FREIE WÄHLER               | 1.926              | 3,0                | 928             | 1,4             |
| –                          | NPD                        | –                  | –                  | 360             | 0,6             |
| –                          | Die Republikaner           | –                  | –                  | 105             | 0,2             |
| Matthias Guth              | PIRATEN                    | 1.236              | 1,9                | 1.009           | 1,6             |
| –                          | BüSo                       | –                  | –                  | 75              | 0,1             |
| –                          | ADd                        | –                  | –                  | 76              | 0,1             |
| –                          | Die Grauen                 | –                  | –                  | 46              | 0,1             |
| –                          | AfD                        | –                  | –                  | 3.179           | 4,9             |
| –                          | AVIP                       | –                  | –                  | 104             | 0,2             |
| −                          | LUPe                       | –                  | –                  | 52              | 0,1             |
| –                          | ödp                        | –                  | –                  | 63              | 0,1             |
| –                          | Die Partei                 | –                  | –                  | 232             | 0,4             |
| –                          | PSG                        | –                  | –                  | 22              | 0,0             |

Neben Christian Heinz als Gewinner des Direktmandats sind aus dem Wahlkreis noch Nancy Faeser und Willi van Ooyen über die jeweilige Landesliste in den Landtag eingezogen. Mit 79,8 Prozent ist es der Wahlkreis mit der höchsten Wahlbeteiligung in dieser Wahl.

## Wahl 2009
| Gegenstand der Nachweisung | Gegenstand der Nachweisung | Wahlkreis- stimmen | Wahlkreis- stimmen | Landes- stimmen | Landes- stimmen |
| Bewerber                   | Partei                     | Anzahl             | %                  | Anzahl          | %               |
| -------------------------- | -------------------------- | ------------------ | ------------------ | --------------- | --------------- |
| Wahlberechtigte            | Wahlberechtigte            | 81.914             | 100,0              | 81.914          | 100,0           |
| Wähler                     | Wähler                     | 57.836             | 70,6               | 57.836          | 70,6            |
| Ungültige Stimmen          | Ungültige Stimmen          | 1.179              | 2,0                | 1.040           | 1,8             |
| Gültige Stimmen            | Gültige Stimmen            | 56.657             | 100,0              | 56.796          | 100,0           |
| davon                      |                            |                    |                    |                 |                 |
| Roland Koch                | CDU                        | 31.317             | 55,3               | 24.777          | 43,6            |
| Nancy Faeser               | SPD                        | 11.316             | 20,0               | 8.198           | 14,4            |
| Fritz-Wilhelm Krüger       | FDP                        | 6.703              | 11,8               | 12.768          | 22,5            |
| Kordula Schulz-Asche       | GRÜNE                      | 5.532              | 09,8               | 7.351           | 12,9            |
| Achim Kessler              | LINKE                      | 1.789              | 03,2               | 2.009           | 03,5            |
| –                          | REP                        | –                  | –                  | 204             | 00,4            |
| –                          | FREIE WÄHLER               | –                  | –                  | 876             | 01,5            |
| –                          | NPD                        | –                  | –                  | 298             | 00,5            |
| –                          | PIRATEN                    | –                  | –                  | 255             | 00,4            |
| –                          | BüSo                       | –                  | –                  | 60              | 00,1            |

Neben Roland Koch als Gewinner des Direktmandats waren aus dem Wahlkreis noch Nancy Faeser, Fritz-Wilhelm Krüger und Kordula Schulz-Asche über die Landeslisten in den Landtag eingezogen. Zum 1. September 2010 wurde der aus dem Landtag ausgeschiedene Roland Koch von Christian Heinz ersetzt.

## Wahl 2008
Bei der Landtagswahl in Hessen 2008 traten folgende Kandidaten an:
| Gegenstand der Nachweisung | Gegenstand der Nachweisung | Wahlkreis- stimmen | Wahlkreis- stimmen | Landes- stimmen | Landes- stimmen |
| Bewerber                   | Partei                     | Anzahl             | %                  | Anzahl          | %               |
| -------------------------- | -------------------------- | ------------------ | ------------------ | --------------- | --------------- |
| Wahlberechtigte            | Wahlberechtigte            | 81.905             | 100,0              | 81.905          | 100,0           |
| Wähler                     | Wähler                     | 59.260             | 72,4               | 59.260          | 72,4            |
| Ungültige Stimmen          | Ungültige Stimmen          | 835                | 1,4                | 852             | 1,4             |
| Gültige Stimmen            | Gültige Stimmen            | 58.425             | 100,0              | 58.408          | 100,0           |
| davon                      |                            |                    |                    |                 |                 |
| Roland Koch                | CDU                        | 30.548             | 52,3               | 26.759          | 45,8            |
| Nancy Faeser               | SPD                        | 16.205             | 27,7               | 14.361          | 24,6            |
| Kordula Schulz-Asche       | GRÜNE                      | 3.701              | 06,3               | 4.517           | 07,7            |
| Fritz-Wilhelm Krüger       | FDP                        | 4.776              | 08,2               | 8.757           | 15,0            |
| −                          | REP                        | –                  | –                  | 232             | 00,4            |
| Christa Rust               | Tierschutzpartei           |                    | 00,8               |                 | 00,6            |
| −                          | BüSo                       | –                  | –                  | 22              | 00,0            |
| –                          | PSG                        | –                  | –                  | 10              | 00,0            |
| –                          | Volksabstimmung            | –                  | –                  | 47              | 00,1            |
| –                          | GRAUE                      | –                  | –                  | 77              | 00,1            |
| Achim Kessler              | LINKE                      | 1.482              | 02,5               | 2.035           | 03,5            |
| –                          | Die Violetten              | –                  | –                  | 65              | 00,1            |
| –                          | FAMILIE                    | –                  | –                  | 142             | 00,2            |
| Thomas Braun               | FREIE WÄHLER               | 821                | 01,4               | 518             | 00,9            |
| Thomas Gruber              | NPD                        | 408                | 00,7               | 396             | 00,7            |
| –                          | PIRATEN                    | –                  | –                  | 120             | 00,2            |
| –                          | UB                         | –                  | –                  | 15              | 00,0            |

## Wahl 2003
| Gegenstand der Nachweisung | Gegenstand der Nachweisung | Wahlkreis- stimmen | Wahlkreis- stimmen | Landes- stimmen | Landes- stimmen |
| Bewerber                   | Partei                     | Anzahl             | %                  | Anzahl          | %               |
| -------------------------- | -------------------------- | ------------------ | ------------------ | --------------- | --------------- |
| Wahlberechtigte            | Wahlberechtigte            | 81.081             | 100,0              | 81.081          | 100,0           |
| Wähler                     | Wähler                     | 58.689             | 72,4               | 58.689          | 72,4            |
| Ungültige Stimmen          | Ungültige Stimmen          | 1.076              | 1,8                | 791             | 1,3             |
| Gültige Stimmen            | Gültige Stimmen            | 57.613             | 100,0              | 57.613          | 100,0           |
| davon                      |                            |                    |                    |                 |                 |
| Roland Koch                | CDU                        | 35.683             | 61,9               | 30.213          | 52,2            |
| Nancy Faeser               | SPD                        | 14.299             | 24,8               | 11.441          | 19,8            |
| Kordula Schulz-Asche       | GRÜNE                      | 4.607              | 8,0                | 6.074           | 10,5            |
| ?                          | FDP                        | 3.024              | 5,2                | 8.050           | 13,9            |
| –                          | REP                        | –                  | –                  | 471             | 0,8             |
| –                          | Tierschutzpartei           | –                  | –                  | 395             | 0,7             |
| –                          | DIE FRAUEN                 | –                  | –                  | 128             | 0,2             |
| –                          | PBC                        | –                  | –                  | 58              | 0,1             |
| –                          | DKP                        | –                  | –                  | 98              | 0,2             |
| –                          | ödp                        | –                  | –                  | 41              | 0,1             |
| –                          | BüSo                       | –                  | –                  | 25              | 0,0             |
| –                          | FAG Hessen                 | –                  | –                  | 632             | 1,1             |
| –                          | PSG                        | –                  | –                  | 15              | 0,0             |
| –                          | Schill                     | –                  | –                  | 257             | 0,4             |

## Wahl 1999
| Gegenstand der Nachweisung | Gegenstand der Nachweisung | Wahlkreis- stimmen | Wahlkreis- stimmen | Landes- stimmen | Landes- stimmen |
| Bewerber                   | Partei                     | Anzahl             | %                  | Anzahl          | %               |
| -------------------------- | -------------------------- | ------------------ | ------------------ | --------------- | --------------- |
| Wahlberechtigte            | Wahlberechtigte            | 79.650             | 100,0              | 79.650          | 100,0           |
| Wähler                     | Wähler                     | 57.347             | 72,0               | 57.347          | 72,0            |
| Ungültige Stimmen          | Ungültige Stimmen          | 622                | 1,1                | 500             | 1,5             |
| Gültige Stimmen            | Gültige Stimmen            | 56.725             | 100,0              | 56.725          | 100,0           |
| davon                      |                            |                    |                    |                 |                 |
| Roland Koch                | CDU                        | 31.729             | 55,9               | 31.729          | 55,9            |
| Veronika Winterstein       | SPD                        | 17.389             | 30,7               | 16.281          | 28,7            |
| ?                          | GRÜNE                      | 2.943              | 5,2                | 3.710           | 6,5             |
| ?                          | F.D.P.                     | 2.684              | 4,7                | 4.959           | 8,7             |
| ?                          | REP                        | 958                | 1,7                | 840             | 1,5             |
| –                          | Die Tierschutzpartei       | –                  | –                  | 259             | 0,5             |
| –                          | DIE FRAUEN                 | –                  | –                  | 113             | 0,2             |
| –                          | PASS                       | –                  | –                  | 27              | 0,0             |
| –                          | DKP                        | –                  | –                  | 46              | 0,1             |
| –                          | BüSo                       | –                  | –                  | 13              | 0,0             |
| –                          | FWG                        | –                  | –                  | 111             | 0,2             |
| –                          | PBC                        | –                  | –                  | 44              | 0,1             |
| –                          | DHP                        | –                  | –                  | 13              | 0,0             |
| –                          | NATURGESETZ                | –                  | –                  | 45              | 0,1             |
| –                          | ödp                        | –                  | –                  | 40              | 0,1             |
| –                          | NPD                        | –                  | –                  | 138             | 0,2             |
| Heiner Kappel              | BFB-Die Offensive          | 1.022              | 1,8                | 1.222           | 2,2             |

## Wahl 1995
| Gegenstand der Nachweisung | Gegenstand der Nachweisung | Wahlkreis- stimmen | Wahlkreis- stimmen | Landes- stimmen | Landes- stimmen |
| Bewerber                   | Partei                     | Anzahl             | %                  | Anzahl          | %               |
| -------------------------- | -------------------------- | ------------------ | ------------------ | --------------- | --------------- |
| Wahlberechtigte            | Wahlberechtigte            | 78.990             | 100,0              | 78.990          | 100,0           |
| Wähler                     | Wähler                     | 55.509             | 70,3               | 55.509          | 70,3            |
| Ungültige Stimmen          | Ungültige Stimmen          | 1.123              | 2,0                | 970             | 1,7             |
| Gültige Stimmen            | Gültige Stimmen            | 54.386             | 100,0              | 54.539          | 100,0           |
| davon                      |                            |                    |                    |                 |                 |
| Veronika Winterstein       | SPD                        | 15.562             | 28,6               | 14.443          | 26,5            |
| Roland Koch                | CDU                        | 26.906             | 49,5               | 24.416          | 44,8            |
| ?                          | GRÜNE                      | 5.332              | 9,8                | 6.183           | 11,3            |
| Heiner Kappel              | F.D.P.                     | 4.238              | 7,8                | 6.619           | 12,1            |
| –                          | ÖDP                        | –                  | –                  | 96              | 0,2             |
| –                          | GRAUE                      | –                  | –                  | 192             | 0,4             |
| ?                          | REP                        | 924                | 1,7                | 876             | 1,6             |
| –                          | Solidarität                | –                  | –                  | 2               | 0,0             |
| –                          | APD                        | –                  | –                  | 145             | 0,3             |
| –                          | DKP                        | –                  | –                  | 44              | 0,1             |
| ?                          | NPD                        | 224                | 0,4                | 174             | 0,3             |
| –                          | DHP                        | –                  | –                  | 22              | 0,0             |
| –                          | f.NEP                      | –                  | –                  | 45              | 0,1             |
| –                          | NATURGESETZ                | –                  | –                  | 96              | 0,2             |
| ?                          | BFB                        | 1.200              | 2,2                | 1.027           | 1,9             |
| –                          | PBC                        | –                  | –                  | 50              | 0,1             |
| –                          | STATT Partei               | –                  | –                  | 109             | 0,2             |

## Wahl 1991
| Gegenstand der Nachweisung | Gegenstand der Nachweisung | Wahlkreis- stimmen | Wahlkreis- stimmen | Landes- stimmen | Landes- stimmen |
| Bewerber                   | Partei                     | Anzahl             | %                  | Anzahl          | %               |
| -------------------------- | -------------------------- | ------------------ | ------------------ | --------------- | --------------- |
| Wahlberechtigte            | Wahlberechtigte            | 79.538             | 100,0              | 79.538          | 100,0           |
| Wähler                     | Wähler                     | 58.249             | 73,2               | 58.249          | 73,2            |
| Ungültige Stimmen          | Ungültige Stimmen          | 1.202              | 2,1                | 815             | 1,4             |
| Gültige Stimmen            | Gültige Stimmen            | 57.047             | 100,0              | 57.434          | 100,0           |
| davon                      |                            |                    |                    |                 |                 |
| Roland Koch                | CDU                        | 29.270             | 51,3               | 27.785          | 48,4            |
| Veronika Kiekheben-Schmidt | SPD                        | 18.211             | 31,9               | 16.348          | 28,5            |
| ?                          | GRÜNE                      | 4.382              | 7,7                | 5.673           | 9,9             |
| Heiner Kappel              | F.D.P.                     | 5.184              | 9,1                | 6.077           | 10,6            |
| –                          | REP                        | –                  | –                  | 917             | 1,6             |
| –                          | DIE GRAUEN                 | –                  | –                  | 381             | 0,7             |
| –                          | ÖDP                        | –                  | –                  | 157             | 0,3             |
| –                          | PBC                        | –                  | –                  | 96              | 0,2             |

## Wahl 1987
|                            | Partei            | Anzahl | %     |
| -------------------------- | ----------------- | ------ | ----- |
| Wahlberechtigte            | Wahlberechtigte   | 76.751 | 100,0 |
| Wähler                     | Wähler            | 63.037 | 82,1  |
| Ungültige Stimmen          | Ungültige Stimmen | 522    | 0,8   |
| Gültige Stimmen            | Gültige Stimmen   | 62.515 | 100,0 |
| davon                      |                   |        |       |
| Veronika Kiekheben-Schmidt | SPD               | 17.919 | 28,7  |
| Karl-Heinz Koch            | CDU               | 30.805 | 49,3  |
| Heiner Kappel              | F.D.P.            | 7.128  | 11,4  |
| ?                          | GRÜNE             | 6.541  | 10,5  |
| Robert Steigerwald         | DKP               | 112    | 0,2   |

## Wahl 1983
|                            | Partei            | Anzahl | %     |
| -------------------------- | ----------------- | ------ | ----- |
| Wahlberechtigte            | Wahlberechtigte   | 73.414 | 100,0 |
| Wähler                     | Wähler            | 62.005 | 84,5  |
| Ungültige Stimmen          | Ungültige Stimmen | 444    | 0,6   |
| Gültige Stimmen            | Gültige Stimmen   | 61.561 | 100,0 |
| davon                      |                   |        |       |
| Karl-Heinz Koch            | CDU               | 26.844 | 43,6  |
| Veronika Kiekheben-Schmidt | SPD               | 22.286 | 36,2  |
| Roger Wolf                 | GRÜNE             | 3.992  | 6,5   |
| Heiner Kappel              | F.D.P.            | 7.849  | 12,7  |
| Robert Steigerwald         | DKP               | 103    | 0,2   |
| Thomas Meyer-Jeran         | LD                | 434    | 0,7   |
| Sigrid Coppik              | DS                | 53     | 0,1   |

## Bisherige Abgeordnete
Direkt gewählte Abgeordnete des Wahlkreises Main-Taunus I (bis 1982, Main-Taunus-Kreis-Nord) waren:
| Jahr | Direktkandidat  | Partei | Erststimmen in % |
| ---- | --------------- | ------ | ---------------- |
| 2023 | Christian Heinz | CDU    | 43,9             |
| 2018 | Christian Heinz | CDU    | 35,4             |
| 2013 | Christian Heinz | CDU    | 50,1             |
| 2009 | Roland Koch     | CDU    | 55,3             |
| 2008 | Roland Koch     | CDU    | 52,3             |
| 2003 | Roland Koch     | CDU    | 61,9             |
| 1999 | Roland Koch     | CDU    | 55,9             |
| 1995 | Roland Koch     | CDU    | 49,5             |
| 1991 | Roland Koch     | CDU    | 51,3             |
| 1987 | Roland Koch     | CDU    | 49,3             |
| 1983 | Karl-Heinz Koch | CDU    | 43,6             |
| 1982 | Karl-Heinz Koch | CDU    | 51,4             |
| 1978 | Karl-Heinz Koch | CDU    |                  |
| 1974 | Karl-Heinz Koch | CDU    |                  |
| 1970 | Karl-Heinz Koch | CDU    |                  |

## Der Wahlkreis bis 1966
Zwischen 1950 und 1966 bestand gemäß dem hessischen Landtagswahlgesetz vom 18. September 1950 der Wahlkreis 28, der jedoch nicht vollständig deckungsgleich mit dem heutigen Wahlkreis war. Der damalige Wahlkreis 28 bestand aus dem damaligen Main-Taunus-Kreis.
Bei der Landtagswahl in Hessen 1946 war der heutige Wahlkreis Teil des Wahlkreises XIV. Dieser Wahlkreis setzte sich zusammen aus dem Main-Taunus-Kreis, dem Obertaunuskreis, dem Landkreis Limburg und dem Landkreis Usingen.